# Batalla de Tubutama
El  Enfrentamiento de Tubutama  (conocido popularmente como La Batalla de Tubutama, o la Balacera de Tubutama), fue un enfrentamiento entre organizaciones criminales suscitado el 1 de julio de 2010, en un paraje conocido como "La Reforma" entre los municipios de Tubutama y Sáric, en la región fronteriza en Sonora. 
El enfrentamiento fue entre sicarios adheridos al Cártel de Sinaloa y miembros del Cártel de los Beltrán Leyva, en el contexto del aumento de hostilidades entre ambos carteles en la región.
El enfrentamiento fue ampliamente conocido por mostrar las aumentadas capacidades bélicas de ambos cárteles, y la cantidad de muertos que este dejó (cerca de 21 muertos), así como la pobre respuesta de autoridades estatales y federales ante un escenario de violencia.

## Antecedentes
Desde el inicio de la guerra contra el narcotráfico en México, las regiones fronterizas del país se convirtieron en campos de batalla entre organizaciones criminales, las cuáles luchan por el control del tráfico de drogas, de armas y migrantes. Además, en el estado de Sonora es un estado históricamente controlado por el Cártel de Sinaloa, aumentando la disputa en varios de sus municipios (sobre todo los fronterizos), donde cárteles rivales como el de los Beltrán Leyva, Los Zetas y más recientemente el Cártel de Caborca han intentado aumentar su dominio en la zona.

## Enfrentamiento
Durante las primeras horas del 1 de julio de 2010, miembros del cártel de Sinaloa planeaban una emboscada contra Arnoldo del Cid Buelna, alias ‘El Gilo’ o ‘el M4’ narcotraficante aliado en ese entonces al cártel de Los Zetas y los Beltrán Leyva. Esta zona es conocida por ser el corredor de traficantes de drogas y migrantes hacía la frontera con los Estados Unidos, intensificando los incidentes violentos en la región.
Al momento que los miembros del Cártel de Sinaloa procedían a atacar a "El Gilo", cerca de 50 camionetas con sicarios del Cártel de los Beltrán Leyva emboscaron la caravana, lo que ocasionó un enfrentamiento, el cual se prolongó por varias horas.
La duración y otros detalles del enfrentamiento son difusos aún hoy en día, teniendo testimonios contradictorios, mencionando que duraron dos horas el ataque, mientras que otros reportes apuntan hasta 8 a 9 horas de enfrentamiento. Las cifras del ataque fue de 21 delincuentes muertos, 9 detenidos (6 de ellos heridos), se decomisaron 7 armas largas y ocho vehículos con múltiples impactos de bala.
Entre los muertos hallados después del enfrentamiento, se pudo confirmar que varios delincuentes eran de estados como Sonora, Sinaloa y Tamaulipas.
Meses después del enfrentamiento, en abril de 2011 es detenido Raúl Sabori Cisneros, alias ‘El Negro’, hombre considerado el segundo al mando del cártel de Sinaloa, esto en un operativo realizado en Hermosillo, Sonora. Se le dictó formal prisión en junio de 2011.
El enfrentamiento toma lugar en el año 2010, el cual es considerado uno de los más violentos en el nuevo siglo, dejando más de 15,273 homicidios.